# Holiare
 (avril 2023).
Holiare est un village de Slovaquie situé dans la région de Nitra.

## Histoire
Le village est mentionné à l'écrit pour la première fois en 1257[réf. nécessaire].

## Démographie

### Évolution de la population
| Année:               | 1994. | 2004.   | 2014.    | 2024.   |
| -------------------- | ----- | ------- | -------- | ------- |
| Nombre de personnes: | 425   | 413     | 493      | 458     |
| Différence:          |       | -2,82 % | +19,37 % | -7,09 % |

| Année:               | 2023. | 2024.   |
| -------------------- | ----- | ------- |
| Nombre de personnes: | 463   | 458     |
| Différence:          |       | -1,07 % |